# Unità di terapia intensiva cardiologica
L'unità di terapia intensiva cardiologica (abbreviato in UTIC) è un reparto ospedaliero di cure sub-intensive specializzato nella gestione clinico-assistenziale del paziente affetto da sindrome coronarica acuta o patologie cardiologiche di particolare gravità, come l'edema polmonare acuto, che ne mettono direttamente in pericolo la vita.
Le prime UTIC sono nate nel 1961 a Kansas City (Dr. Hughes Day), Sydney e Philadelphia, per poi espandersi in tutto il mondo migliorando l'assistenza e le cure mediche negli anni.
L'UTIC deve essere collocata organizzativamente e funzionalmente nell'ambito di una unità operativa cardiologica, con posti letto dedicati da un minimo di quattro ad un massimo di dodici, in relazione al numero complessivo di posti letto dell'unità operativa medesima. L'unità di terapia intensiva cardiologica viene ubicata in contiguità con l'area di degenza ordinaria cardiologica; sono previsti collegamenti preferenziali con il pronto soccorso e con l'unità di emodinamica.

## Descrizione
I pazienti sono sottoposti a un monitoraggio continuo del ritmo cardiaco e pressorio e, in caso di necessità, sostenuti con la ventilazione assistita non invasiva e con l'assistenza cardiovascolare meccanica o contropulsatore aortico (è una tecnica di assistenza meccanica cardiocircolatoria e consiste nel posizionamento di un palloncino in aorta toracica discendente, il quale si gonfia ritmicamente in diastole e si sgonfia in sistole, determinando una riduzione del post-carico ventricolare e un incremento della perfusione coronarica). Il ricovero è effettuato in regime d'urgenza/emergenza e dura il tempo necessario alla stabilizzazione del quadro acuto, dopodiché, solitamente i pazienti vengono trasferiti, a seconda delle necessità, nel reparto di cardiologia, cardiochirurgia o in altri reparti.
È possibile a volte ritrovare, su territori geografici estesi, una organizzazione di servizi medici altamente qualificati (come ad esempio quello di emodinamica 7 giorni su 7, H24) che garantisca a più strutture sanitarie di media o piccola dimensione, l'accesso a metodiche che, per complessità organizzativa e costi, non sarebbero sostenibili dal singolo centro. La strutturazione di tale sistema viene realizzata secondo un modello organizzativo tipo "Hub and Spoke"; letteralmente "mozzo e raggi" di una ruota. In pratica i centri periferici che raccolgono i pazienti candidati a determinate procedure altamente specialistiche (centri spoke) possono inviarli a quella centrale (centro hub) che è in grado di realizzare l'intervento necessario e, laddove il paziente non vada incontro a complicazioni importanti, può essere nuovamente trasferito alla struttura dalla quale era partito. Questo modello organizzativo, con più centri che, a mo' di satelliti, ruotano intorno a quello di livello superiore realizzando una ampia e fattiva collaborazione, consente da un lato di rispondere ad una esigenza sanitaria spesso ineludibile e, dall'altro, ne garantiscono la concreta sostenibilità.